# Ewidencja przebiegu pojazdów
Ewidencja przebiegu pojazdu – wykorzystywana przez przedsiębiorców do rejestrowania wydatków poniesionych na eksploatacje pojazdu przeznaczonego do celów działalności gospodarczej. Wydatki na eksploatacje samochodu ujęte w ewidencji przebiegu pojazdu zaliczane są do kosztów przychodu (np. wydatki na paliwo, przeglądy i serwisy, naprawy, przejazdy płatną autostradą, składki na ubezpieczenie samochodu).
Do ewidencji przebiegu pojazdu zaliczane są tylko wydatki związane z eksploatacją samochodu. Natomiast wydatki związane z ulepszeniem samochodu, nie są kosztem uzyskania przychodów – nie są związane z jego bieżącą eksploatacją (np. wydatki na montaż instalacji gazowej czy urządzenia nawigacyjnego).

## Rodzaje pojazdów w ewidencji przebiegu pojazdu
Według przepisów prawa pojazd, jaki jest wykorzystywany w działalności gospodarczej, ujęty w ewidencji przebiegu pojazdów musi:
- stanowić własność przedsiębiorcy,
- stanowić własność pracowników przedsiębiorcy,
- stanowić własność osoby trzeciej i być użytkowany, np. na podstawie umowy najmu, dzierżawy, użyczenia,
- samochodów osobowych zastępczych.

## Elementy danych w ewidencji przebiegu pojazdu
Według ustawy o podatku od osób fizycznych (art. 23 ust. 7) ewidencja przebiegu pojazdu musi zawierać podstawowe elementy danych, które są regulowane przepisami prawa.
Przepisy prawa nie przedstawiają wzoru ewidencji przebiegu pojazdu, ale narzucają elementy danych, jakie musi w sobie zawierać. Są to:
- nazwisko, imię i adres zamieszkania osoby używającej pojazdu,
- numer rejestracyjny pojazdu i pojemność silnika (od niej bowiem zależy obowiązująca stawka za 1 km),
- kolejny numer wpisu,
- opis trasy (skąd – dokąd),
- datę i cel wyjazdu,
- liczbę faktycznie przejechanych kilometrów,
- stawkę za 1 km przebiegu,
- kwotę wynikającą z przemnożenia liczby faktycznie przejechanych kilometrów i stawki za 1 km przebiegu,
- podpis podatnika (pracodawcy) i jego dane.
- Wyliczenia kosztu uzyskania przychodu, który wykazuje się w kwocie przypadającej na dany miesiąc oraz w układzie rocznym narastającym, dokonuje się na podstawie:
- sumy miesięcznego przebiegu pojazdu (suma faktycznie przejechanych kilometrów wykazanych w ewidencji przebiegu pojazdu przemnożona przez stawkę 1 km określoną przez Ministra Infrastruktury), która wyznacza zarazem limit zakwalifikowania wydatków w koszt;
- kosztów eksploatacji pojazdu poniesionych w miesiącu oraz podania ich w układzie narastającym[1].

## Odliczanie VAT
- Odliczenie VAT – 100% (samochód wyłącznie do użytku firmowego)
  - konieczność prowadzenia ewidencji pojazdu.
- Odliczenie VAT – 50% (samochód do użytku w celach mieszanych- prywatnych i służbowych)
  - konieczność prowadzenia ewidencji pojazdu, jeżeli właścicielem pojazdu został wskazany właściciel/pracownik firmy.
  - brak konieczności prowadzenia ewidencji pojazdu, jeżeli właścicielem pojazdu została wskazana firma/leasing.